# Нелинейная волна

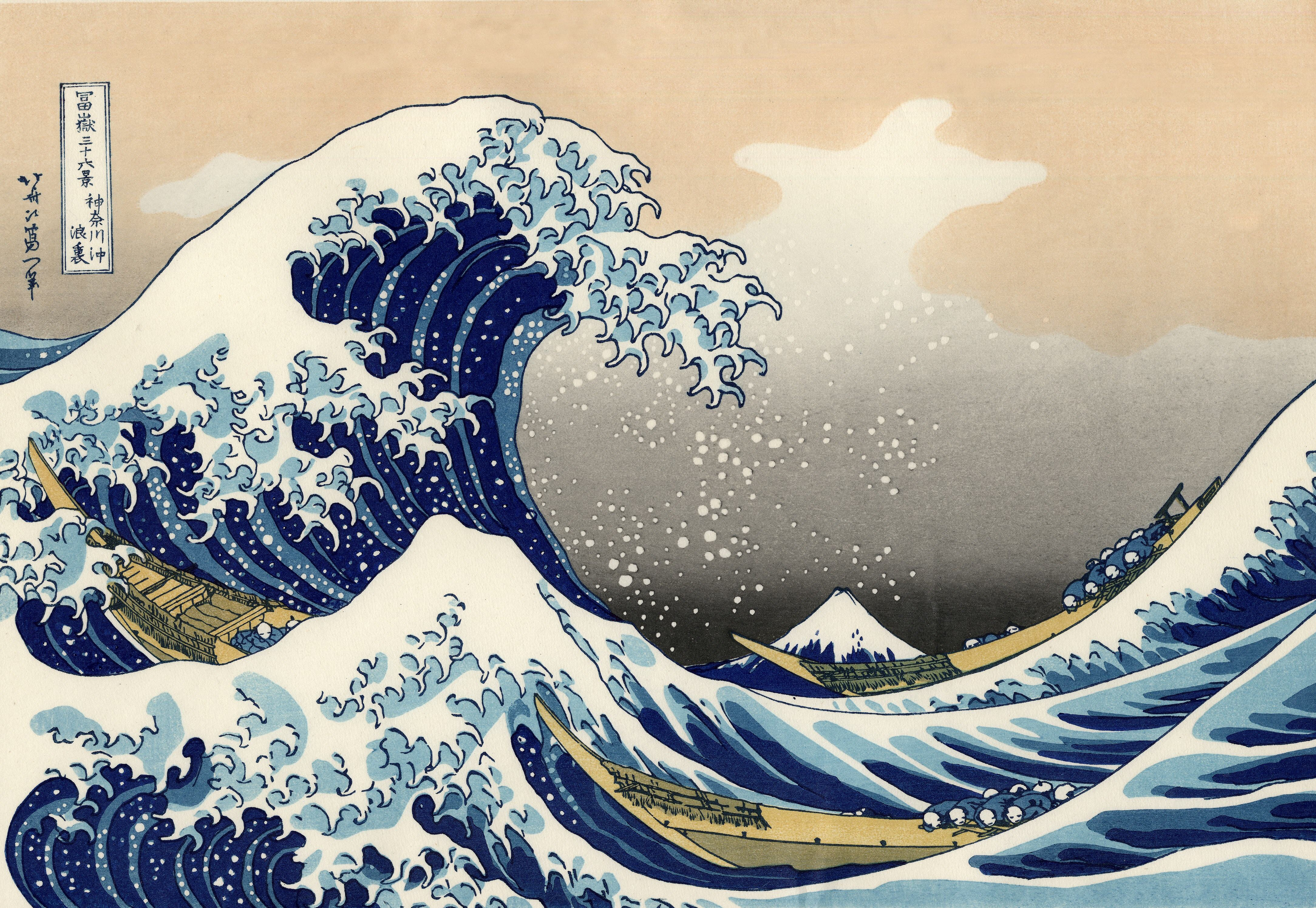
Волна цунами

Нелине́йная волна́ — волна с достаточно большой амплитудой, при которой начинают сказываться нелинейные свойства среды. Это приводит к возникновению совершенно новых эффектов и существенно изменяет характер уже известных явлений.
В нелинейной среде изменяются и законы отражения и преломления, и коэффициент поглощения.
Нелинейные волны имеют много общего с нелинейными колебаниями и совместно с ними рассматриваются в теории нелинейных колебаний и волн.
Нелинейные волны могут быть как стационарными (сохраняющими свою форму), так и нестационарными. Особое значение среди стационарных волн имеют так называемые солитоны — нелинейные уединённые волны.